# 헐트 국제경영대학원
헐트 국제경영대학원(Hult International Business School)은 보스턴, 샌프란시스코, 런던, 두바이, 상하이, 뉴욕, 등 세계 6개 도시에 캠퍼스를 가진 경영대학원이다. 1964년 아서 디 리틀 경영대 Arthur D. Little School of Management를 전신으로 경영학석사 과정 (MBA), 석사 과정 (MA), 그리고 학사 과정을 제공하고 있다. 주요 프로그램으로는 최고경영자과정 (EMBA) 및 1년제 MBA 과정이 잘 알려져있다.
이 학교는 뉴잉글랜드학교법인협회 (The New England Association of Schools and Colleges) 와 경영전문대학원협회 (The Association of MBAs), 영국 교육 기관 인증위원회 (British Accreditation Council)로부터 인가 받았다.
헐트 국제경영대학원은 EF 에듀케이션 퍼스트(EF Education First)의 자회사로 회사 창립자인 버틸 헐트(Bertil Hult)의 이름을 따라 명명하였으며, 미국 매사추세츠주 법령에 따라 비영리 법인으로 등록되어 있다.

## 프로그램 및 캠퍼스
2013년 기준으로 헐트 국제경영대학원은 최고지도자경영과정 (EMBA), 경영학석사 (MBA), 재무학 석사 (Master of Finance), 국제 경영학 석사 (Master of International Business), 국제 마케팅학 석사 (Master of International Marketing), 사회적 기업 정신 석사 (Master of Social Entrepreneurship) 그리고 국제 경영학 학사 (Bachelor of International Business Administration)의 과정을 5개 캠퍼스와 1개의 로테이션 센터에서 운영한다.
글로벌 캠퍼스 로테이션 프로그램을 통하여, 풀타임 MBA와 국제 경영학, 국제 마케팅 석사 과정을 수강하는 학생들은 모듈 D 와 E 기간에 최대 2개의 캠퍼스를 골라 이동할 수 있다. 재무학 석사를 원하는 학생은 모듈 D 기간에 1개의 캠퍼스로 이동할 수 있다. 학사 과정생의 경우 3학년 또는 4학년 재학 기간 중, 6주간 다른 캠퍼스로 이동하여 수강할 수 있다.

## 순위
헐트 국제경영대학원은 2013년 이코노미스트 지(The Economist) 세계 MBA 순위 조사 결과 세계 59위로 선정됐으며, 이중 연봉상승율 (percentage salary increase) 부문에서는 1위로 선정되었다. 또한, 파이낸셜 타임즈 지(The Financial Times)의 2013 경영대학원 순위 조사에서는 종합 세계 57위로 선정된 바 있다..

## Global MBA Summit
헐트 국제 경영 대학원에서는 1년 MBA과정을 전 세계 캠퍼스의 동기들과 함께 스위스 다보스에서 마무리 할 수 있는 Global MBA Summit을 개최하고 있다. 약 1주일 동안 각종 세미나, 강연 등에 참가하며 1년간의 MBA 프로그램을 마무리 하며, 세계경제포럼이 열리는 다보스 콩그레스 센터에서 졸업식을 하게 된다.

## 관련기업 및 기관
- EF 에듀케이션 퍼스트
- EF 코리아

## 같이 보기
- EF Education First